# Contea di Fumin
La contea di Fumin (富民县S, Fùmín XiànP) è una contea della Cina, situata nella provincia di Yunnan e amministrata dalla prefettura di Kunming.